# Jacek Malczewski

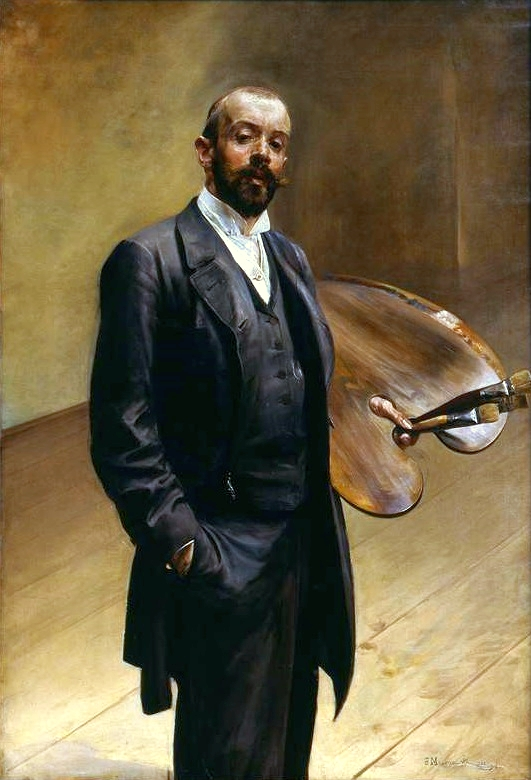
Malczewski: zelfportret met palet, 1892

Jacek Malczewski (Radom, 15 juli 1854 – Krakau, 8 oktober 1929) was een Pools kunstschilder. Hij wordt gerekend tot de stroming van het symbolisme.

## Leven
Malczewski was van eenvoudige komaf. Hij ging naar het gymnasium in Krakau en bezocht daar ook als toehoorder colleges aan de kunstacademie. Daar werd zijn talent onderkend door de bekende kunstschilder en docent Jan Matejko, die hem overreedde te kiezen voor de schilderkunst. Kort daarna ging hij naar Parijs en studeerde er aan de  École des beaux-arts. Na zijn terugkeer in 1897 werd hij zelf leraar aan de Krakause kunstacademie en later werd hij er ook rector.

## Werk
Malczewski schilderde aanvankelijk landelijke genrewerken en historische taferelen in de stijl van de romantiek. In de loop van de jaren 1890 schakelde hij geleidelijk over naar de stijl van het symbolisme, waarmee hij in Parijs had kennisgemaakt, met verwerking van elementen uit de Poolse folklore. Hij bleef zijn historische thema’s echter trouw. Ook schilderde hij veel zelfportretten.

## Galerij

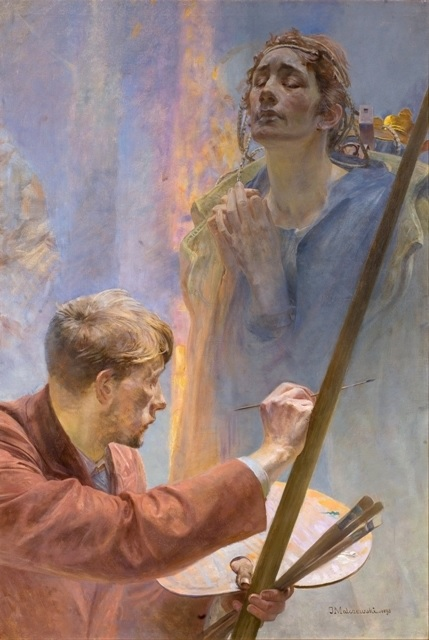
Kunstenaar en muze
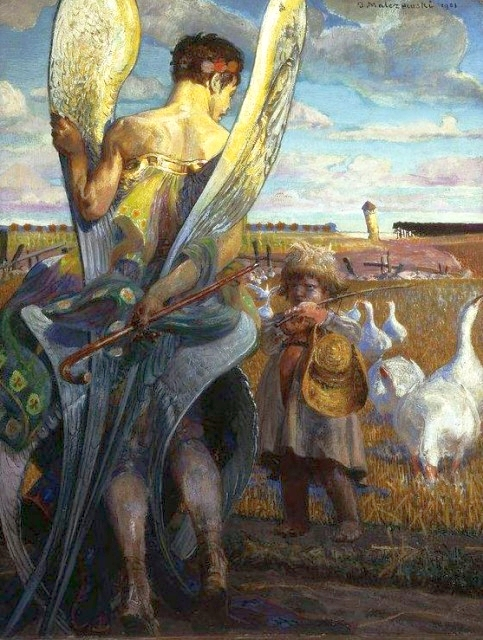
Aniele
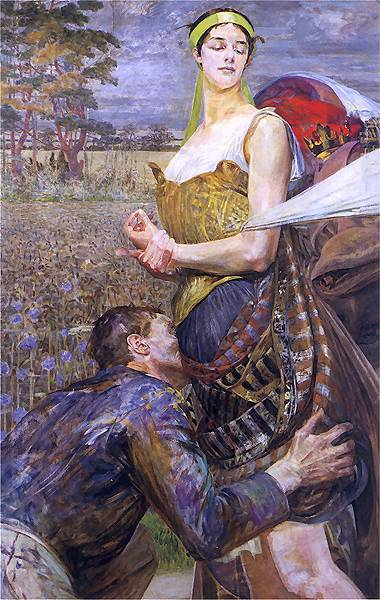
Polonia
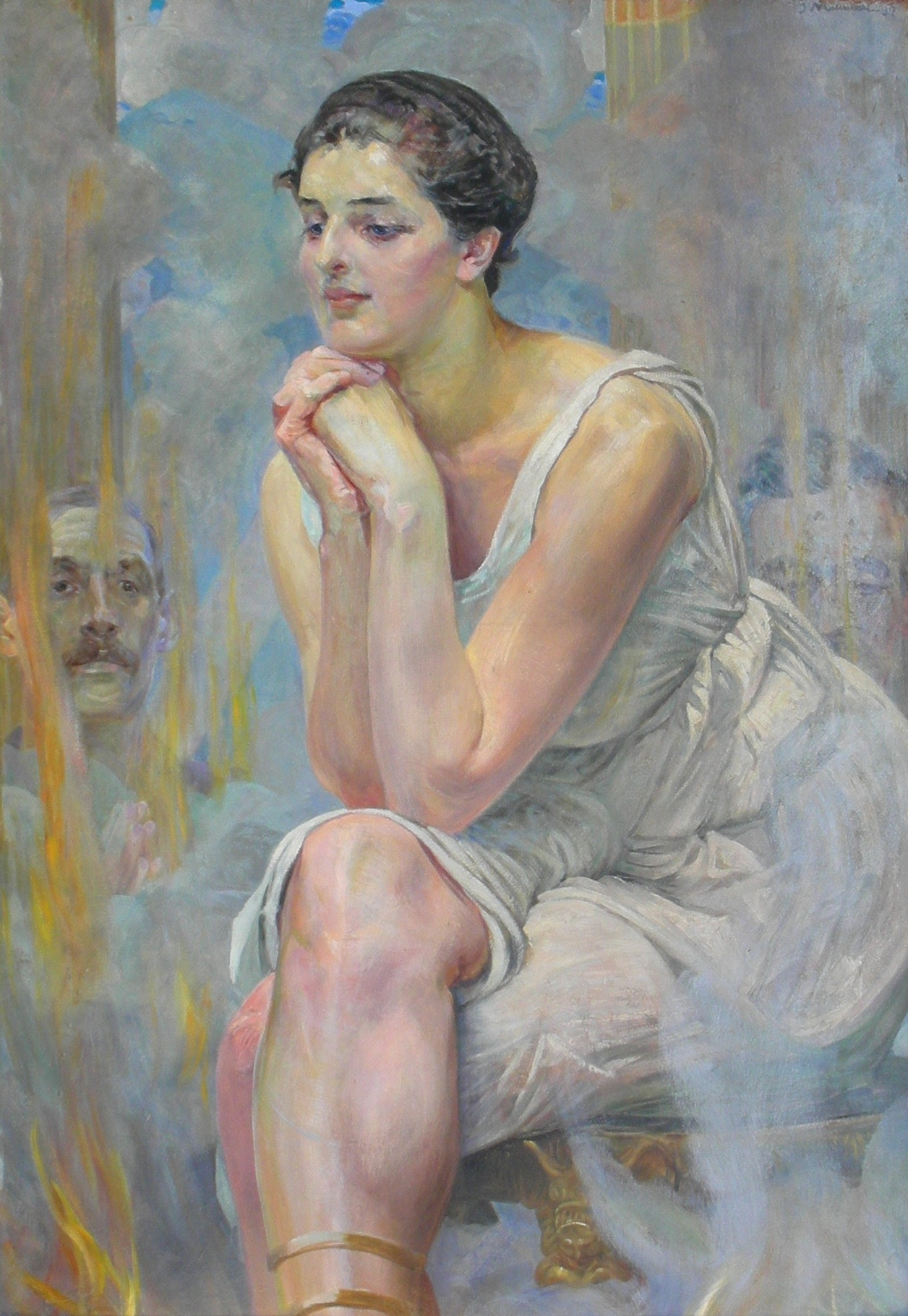
Pithia
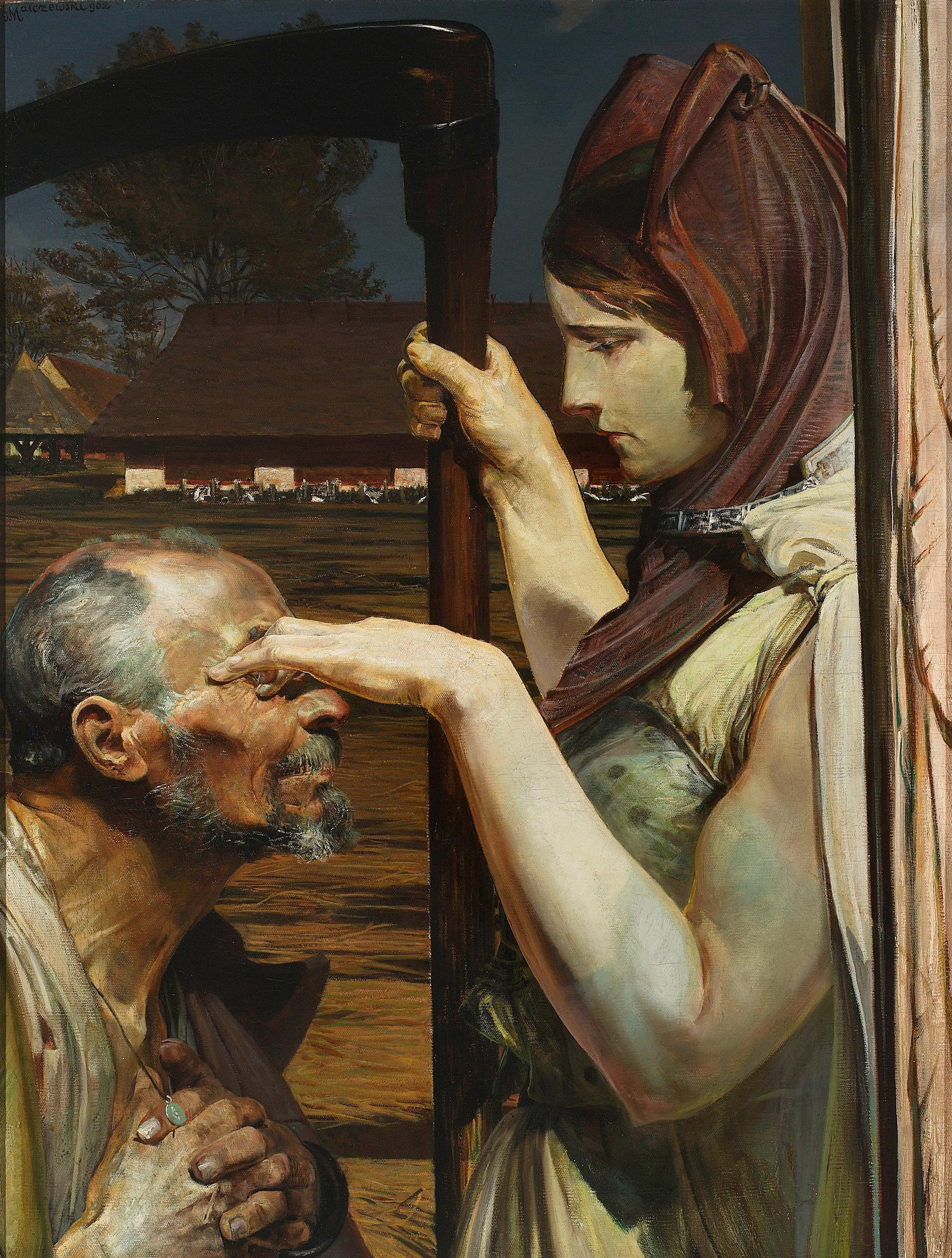
Death
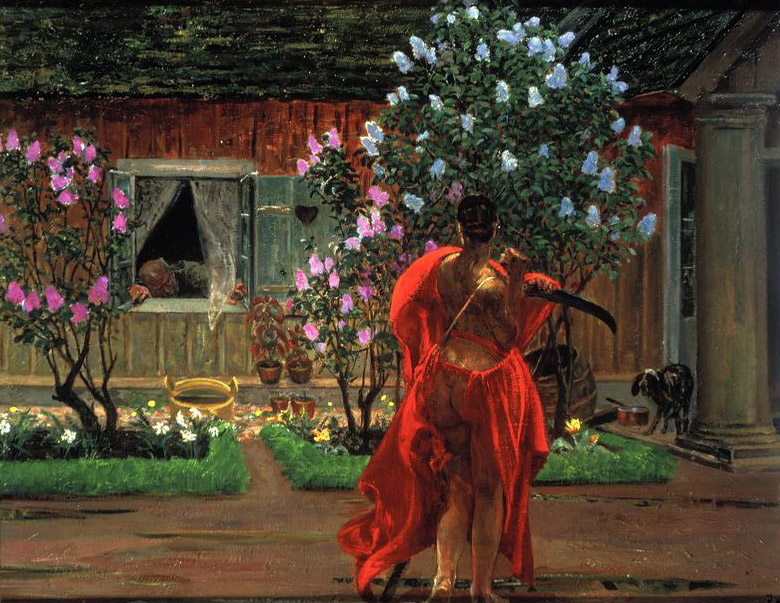
Thanatos
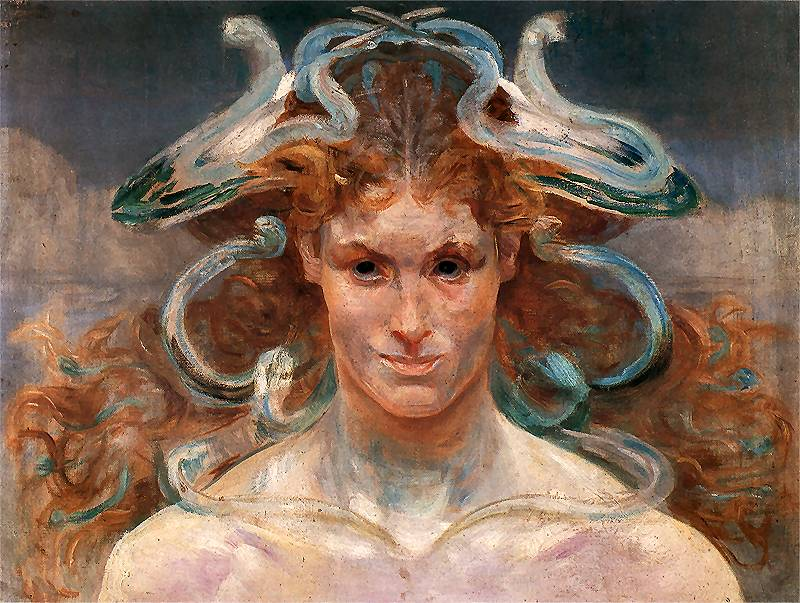
Medusa
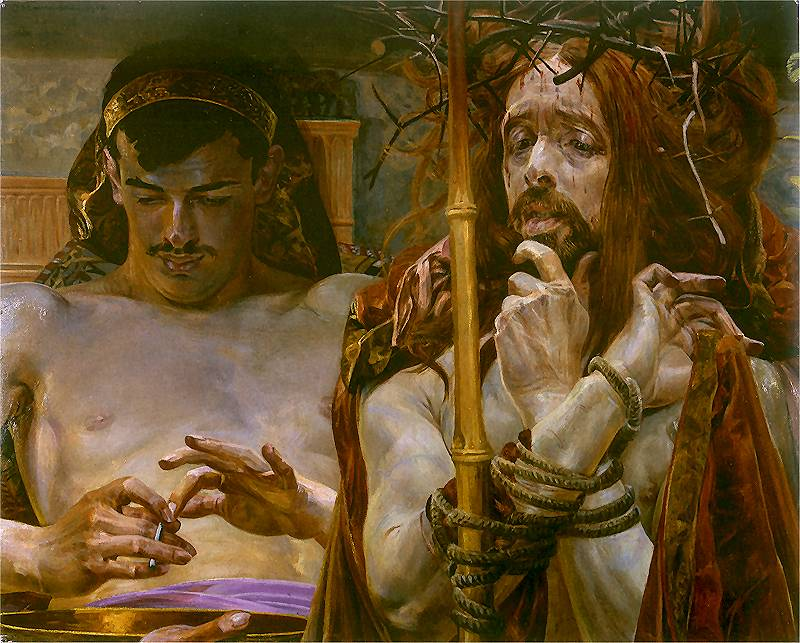
Christus (zelfportret) en Pilatus
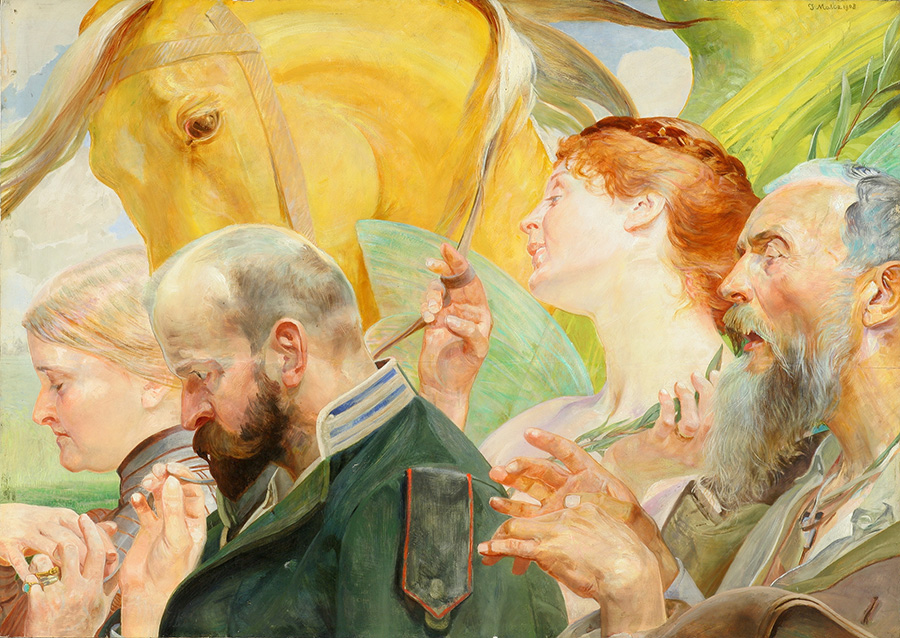
Sztuka
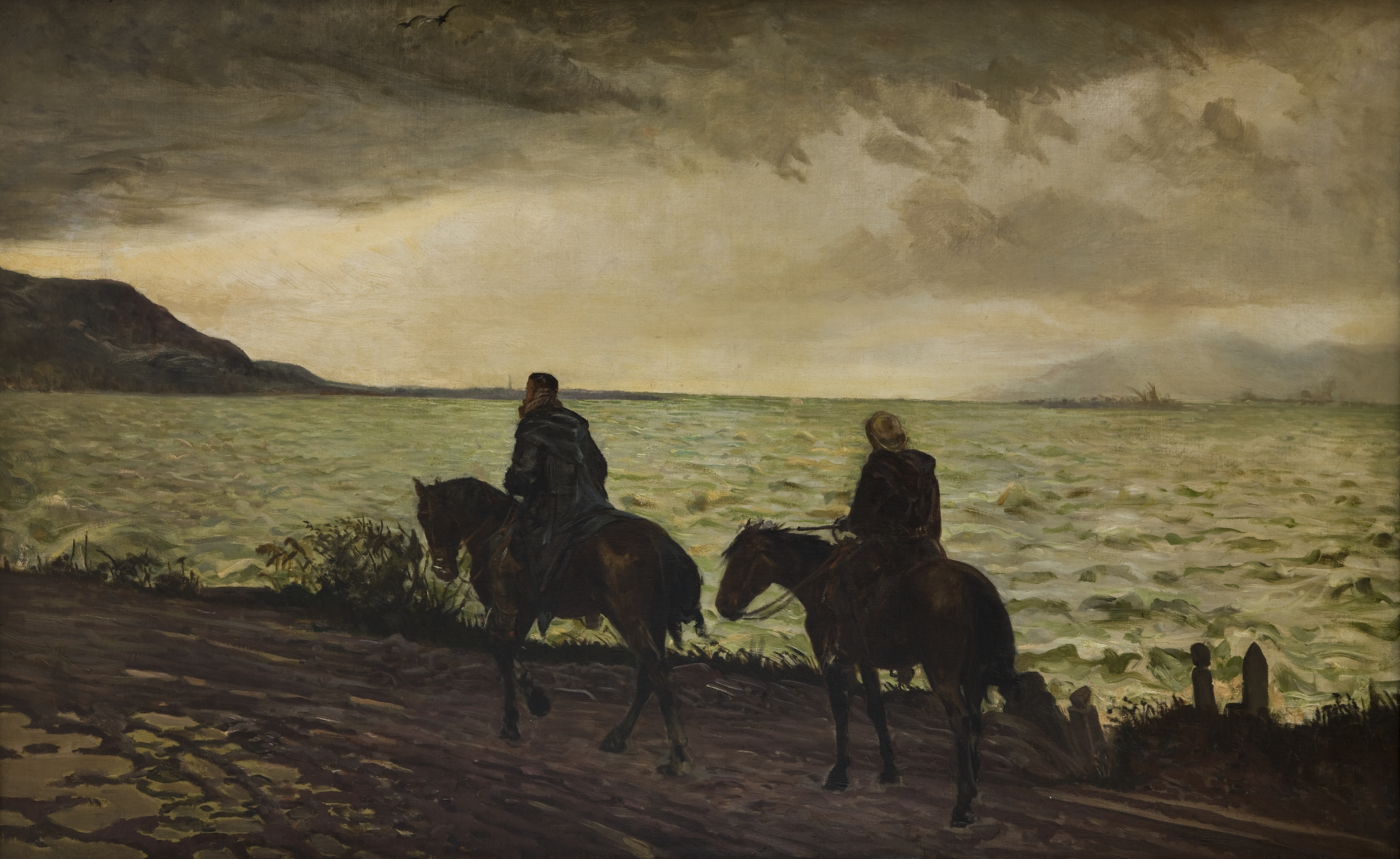
Don Quichote